# La Reine-mannen
La Reine-mannen, egentligen Patrik Nilsson, (tidigare Carl Vennung, Rolf Lekenius, Rolf Gustafson och Carl Gustafson), född 1953, är en svensk jurist som främst är känd som en av Sveriges största skalbolagsplundrare. Han dömdes för den finansiella härvan kring företaget La Reine 1992. Påföljden blev sju års fängelse för att ha svindlat till sig upp emot två miljarder kronor genom en lång rad komplicerade affärer som omfattade fler än 400 skalbolag.
Nilsson greps i Köpenhamn i februari 2011 efter att ha förts upp på den så kallade Ikaroslistan.